# Trans Air Congo
Trans Air Congo es una aerolínea regular de pasajeros y carga con base en Brazzaville, República del Congo. Trans Air Congo tiene acuerdos con South African Airways, Air Gabon y Air France. Actualmente efectúa algunos vuelos en colaboración con Air Gabon.

## Historia
Fue fundada el 24 de agosto de 1994 por la familia El-Hage y comenzó a operar con únicamente un Let 410. Los primeros vuelos eran entre Brazzaville y Pointe Noire. En diciembre de 1994 un Antonov An-24 entró en la flota, seguido de un Boeing 727 y un Yakovlev Yak-42D en 1996.

## Vuelos
Trans Air Congo efectúa vuelos a los siguientes destinos (a enero de 2005):
- Destinos regulares domésticos: Brazzaville y Pointe Noire.
- Destinos regulares internacionales: Cotonú, Douala y Johannesburgo.

## Flota
La flota de Trans Air Congo se compone de las siguientes aeronaves (a 20 de noviembre de 2010):
- 2 Embraer Brasilia 120
- 4 Boeing 737-200
- 1 Boeing 737-300

El 28 de septiembre de 2008, la media de edad de la flota de Trans Air Congo es de 25.9 años.

## Incidentes y accidentes
- El 4 de marzo de 2005, un Antonov AN-24B, registro EY-46399, se salió de pista en el aeropuerto de Impfondo en la República del Congo, acabando en un campo. El avión se incendió y fue pasto de las llamas, provocando que el avión quedase totalmente destruido. El vuelo estaba previsto que llegase al aeropuerto de Brazzaville Maya-Maya.[4]

- El 21 de marzo de 2011, un Antonov An-12 en vuelo desde el aeropuerto de Brazzaville Maya-Maya al Aeropuerto Internacional de Pointe-Noire Antonio Agostinho Neto, registro TN-AGK, que portaba a cuatro tripulantes, se estrellò en el área residencial de Mvou-Mvou en Pointe-Noire, República del Congo.[5][6][7]